# Oxyporaceae
Oxyporaceae is een familie van schimmels in de orde Hymenochaetales. De familie bevat een geslacht, namelijk Oxyporus.